# Постановление Правительства Российской Федерации

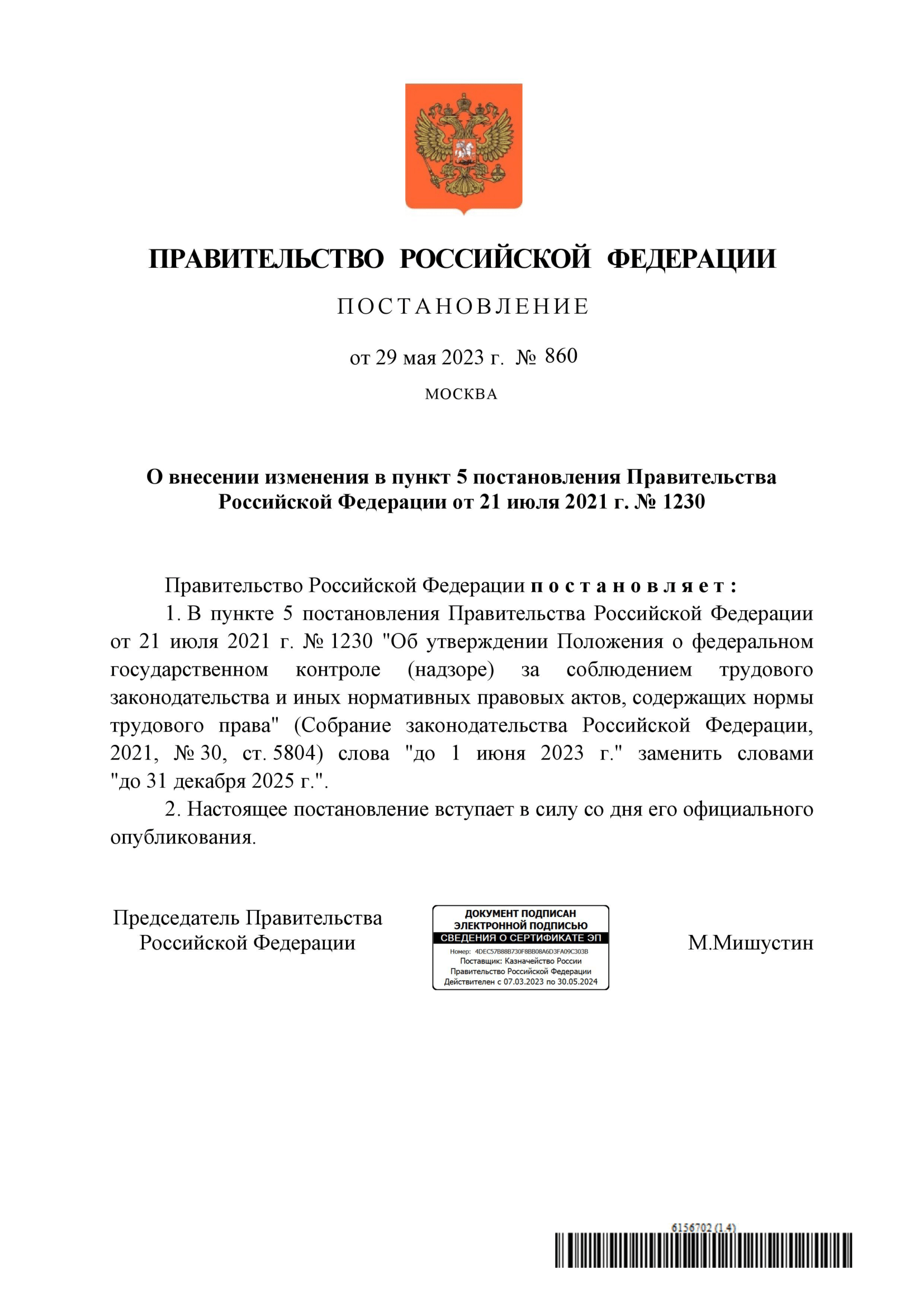
Внешний вид на бумажном носителе Постановления Правительства Российской Федерации от 29 мая 2023 года № 860.

Постановление Правительства Российской Федерации — акт нормативного характера, издаваемый Правительством России на основании и во исполнение Конституции России, федеральных конституционных законов, федеральных законов, указов, распоряжений и поручений Президента России.
Постановление Правительства России подписывается Председателем Правительства. Заместитель Председателя Правительства - Руководитель Аппарата Правительства подтверждает подлинность подписанных Председателем Правительства постановлений Правительства своей визой.
Они вступают в силу одновременно на всей территории страны, если таким постановлением не предусмотрен иной порядок его вступления в силу. Постановления Правительства обязательны для исполнения на всей территории России. Они могут быть отменены Президентом в случае их противоречия Конституции Российской Федерации, федеральным конституционным законам, федеральным законам, указам и распоряжениям Президента. Постановления Правительства могут быть обжалованы в суд, а также признаны не соответствующими Конституции решением Конституционного суда России.
Постановления Правительства РФ подлежат обязательному официальному опубликованию, кроме постановлений или отдельных их положений, содержащих сведения, составляющие государственную тайну, или сведения конфиденциального характера. Постановления Правительства Российской Федерации в течение 10 дней после дня их подписания подлежат официальному опубликованию в «Российской газете», Собрании законодательства Российской Федерации и на Официальном интернет-портале правовой информации (www.pravo.gov.ru), функционирование которого обеспечивает ФСО России, а при необходимости немедленного широкого их обнародования доводятся до всеобщего сведения через средства массовой информации безотлагательно. Контроль за правильностью и своевременностью опубликования постановлений Правительства РФ осуществляет Аппарат Правительства РФ.
Постановления Правительства РФ, затрагивающие права, свободы и обязанности человека и гражданина, устанавливающие правовой статус федеральных органов исполнительной власти, а также организаций, вступают в силу одновременно на всей территории Российской Федерации по истечении семи дней после дня их первого официального опубликования. Иные акты Правительства РФ, в том числе акты, содержащие сведения, содержащие государственную тайну, или сведения конфиденциального характера, вступают в силу со дня их подписания. В постановлениях Правительства РФ может быть установлен другой порядок вступления их в силу.
В название постановления включается его регистрационный номер и дата подписания председателем Правительства. Нумерация постановлений последовательна, но не является сквозной, а возобновляется с номера 1 каждый год, поэтому наиболее краткой корректной ссылкой на распоряжение может быть его номер и год принятия. К номеру постановления, содержащего государственную тайну, добавляется «-<НОМЕР В НУМЕРАЦИИ СЕКРЕТНЫХ ПОСТАНОВЛЕНИЙ>» и выглядит, например, так: 1203-47.

## Количество
На 24 июня 2024 года по данным с «Официального интернет-портала правовой информации» (www.pravo.gov.ru) в Российской Федерации с 26 декабря 1993 года действует чуть более 31 180 постановлений.